# Agnieszka Skalniak-Sójka
Agnieszka Skalniak-Sójka (ur. 22 kwietnia 1997 w Krynicy-Zdroju) – polska kolarka szosowa. Medalistka mistrzostw świata i Europy w kategorii juniorek.

## Życiorys
Pochodzi z Żegiestowa. Karierę kolarki szosowej rozpoczęła jednak w 2012 roku w klubie Tramwajarz Łódź. W swoim pierwszym sezonie startów w kategorii juniorek zdobyła brązowy medal Mistrzostw Świata w Kolarstwie Szosowym 2014 w wyścigu ze startu wspólnego w tej kategorii wiekowej. W grudniu 2014 roku została zawodniczką klubu Néstle Fitness Cycling. W tym samym roku zajęła także 15. pozycję w wyścigu juniorek ze startu wspólnego podczas mistrzostw Europy w kolarstwie szosowym.
W imprezie tej samej rangi rok później zdobyła złoty medal w rywalizacji juniorek w jeździe indywidualnej na czas, a wyścigu juniorek ze startu wspólnego ukończyła na 15. miejscu. W 2015 roku ponownie zdobyła również brązowy medal mistrzostw świata w wyścigu ze startu wspólnego w tej kategorii wiekowej, a w jeździe indywidualnej na czas juniorek podczas tej samej imprezy zajęła 9. pozycję.
W październiku 2016 roku podpisała kontrakt z grupą Astana Women's Team. W roku 2018 reprezentowała drużynę Experza–Footlogix, a w latach 2019–2020 CCC-Liv. W styczniu 2021 dołączyła do drużyny MAT Atom Deweloper Wrocław. W sezonie 2023 dołączyła do zespołu Canyon-SRAM Racing. 
Dwukrotna Mistrzyni Polski w jeździe indywidualnej na czas elity. 
W 2023 na Mistrzostwach Świata w Glasgow, zajęła siódme miejsce w jeździe indywidualnej na czas, jest to najwyższa lokata w historii polskiego, kobiecego kolarstwa. W wyścigu ze startu wspólnego zajęła 14. miejsce. 
W 2020 roku wzięła ślub. 

## Osiągnięcia
Opracowano na podstawie:

2021
- 1. miejsce w Belgrade GP Woman Tour
  - 1. miejsce na 1b. etapie

2022
- 5. miejsce w Gran Premio della Liberazione
- 1. miejsce w Gracia-Orlová
  - 1. miejsce na 1., 3b. i 4. etapie
  - 1. miejsce w klasyfikacji punktowej
- 6. miejsce w Grand Prix du Morbihan
- 1. miejsce w Ladies Tour of Estonia
- 1. miejsce w mistrzostwach Polski (jazda ind. na czas)
- 5. miejsce w mistrzostwach Polski (start wspólny)
- 1. miejsce w Belgium Tour
  - 1. miejsce na prologu
- 1. miejsce w Princess Anna Vasa Tour
  - 1. miejsce na 1., 2. i 3. etapie
  - 1. miejsce w klasyfikacji punktowej
- 1. miejsce w Giro della Toscana Int. Femminile - Memorial Michela Fanini
  - 1. miejsce na prologu
  - 1. miejsce w klasyfikacji punktowej

2023
- 6. miejsce w Vuelta a Burgos
- 1. miejsce w mistrzostwach Polski (jazda ind. na czas)
- 5. miejsce w mistrzostwach Polski (start wspólny)
- 7. miejsce w mistrzostwach świata (jazda ind. na czas)

2024
- 3. miejsce w mistrzostwach Polski (jazda ind. na czas)
- 6. miejsce w mistrzostwach Polski (start wspólny)